# Gare de Pilisvörösvár
La gare de Pilisvörösvár (en hongrois : Pilisvörösvár vasútállomás) est une halte ferroviaire hongroise, située à Pilisvörösvár.